# 弗拉基米尔·瓦西里耶维奇·米罗诺夫
弗拉基米尔·瓦西里耶维奇·米罗诺夫（俄语：Владимир Васильевич Миронов，1953年4月4日—2020年10月20日），俄罗斯哲学家，莫斯科国立大学教授、哲学系主任，俄罗斯科学院通讯院士。

## 生平
1953年生于莫斯科的工人家庭。1970年中学毕业后在一家工厂担任学徒。1971年至1973年，在苏联军队服役。复员后就读于莫斯科国立大学哲学系。1981年完成研究生学业，留校担任初级研究员，1984年获哲学副博士学位。1988年开始担任莫斯科国立大学哲学系副主任。1997年获全博士学位。1998年晋升教授，同年当选哲学系主任。2001年至2006年兼任副校长。2008年当选俄罗斯科学院通讯院士。2009年成为莫斯科国立大学荣誉教授。2020年10月20日因癌症逝世。

## 延伸阅读
- 钟华. . 国外社会科学文摘. 2005, (5): 60–64. ISSN 1009-3923.
- . 俄罗斯卫星通讯社. 2019-05-07.